# سینمای پرتغال
سینمای پرتغال (انگلیسی: Cinema of Portugal) با تولد رسانه سینما در اواخر قرن نوزدهم میلادی، آغاز شد. سینما در سال ۱۸۹۶ به پرتغال با نمایش فیلم‌های خارجی معرفی شد و در همان سال، اولین فیلم پرتغالی نیز ساخته شد. اولین سالن نمایش در ۱۹۰۴ تأسیس شد. اولین فیلم ناطق سینمای پرتغال، سِورا است که در سال ۱۹۳۱ ساخته شده است. از کارگردانان مطرح این سینما می‌توان به مانوئل دی الیویرا اشاره کرد. فیلم آرنا در سال ۲۰۰۹، نخل طلایی فیلم کوتاه را از جشنواره فیلم کن ۲۰۰۹ دریافت کرد.